# Тюляково
Тюля́ково (рос. Тюляково, башк. Түләк) — присілок у складі Мелеузівського району Башкортостану, Росія. Входить до складу Первомайської сільської ради.
Населення — 241 особи (2010; 142 в 2002).
Національний склад:
- башкири — 77%